# ¡Universo!
¡Universoǃ, és un àlbum de còmic de ciència-ficció, amb guió i dibuixos d'Albert Monteys, editat per Astiberri, l'abril del 2018. És un recull de relats auto-conclusius relacionats entre ells que succeeixen al mateix univers. Tot i el canvi de registre que suposa respecte als seus treballs a la revista El Jueves, no deixa de banda l'humor per mostrar aquest món futurista.
El còmic obtingué una nominació als Premi Eisner de 2017 per la seva versió digital publicada a Panel Syndicate i fou guanyador del premi a la millor obra del Saló del Còmic de Barcelona de 2019.

## Palmarès
- Guanyador del premi a la millor obra del Saló del Còmic de Barcelona de 2019.
- Nominat als Premi Eisner de 2017.[1]

## Fitxa publicació
| Títol      | Data de Publicació | Editorial           | Format           | Mides      | Pagines | ISBN 13                 |
| ---------- | ------------------ | ------------------- | ---------------- | ---------- | ------- | ----------------------- |
| ¡Universoǃ | Abril 2018         | Astiberri Ediciones | Llibre · Cartoné | 17 x 23 cm | 208     | ISBN: 978-84-16880-60-7 |